# Műkorcsolya az 1972. évi téli olimpiai játékokon
Az 1972. évi téli olimpiai játékokon a műkorcsolya versenyszámait Szapporóban, a Makomanai Indor Skating Rinkben rendezték február 7. és 11. között.

## Éremtáblázat
(Az egyes számoszlopok legmagasabb értéke, vagy értékei vastagítással kiemelve.)
| Az 1972. évi téli olimpiai játékok éremtáblázata műkorcsolyában | Az 1972. évi téli olimpiai játékok éremtáblázata műkorcsolyában | Az 1972. évi téli olimpiai játékok éremtáblázata műkorcsolyában | Az 1972. évi téli olimpiai játékok éremtáblázata műkorcsolyában | Az 1972. évi téli olimpiai játékok éremtáblázata műkorcsolyában | Olimpia  |
| --------------------------------------------------------------- | --------------------------------------------------------------- | --------------------------------------------------------------- | --------------------------------------------------------------- | --------------------------------------------------------------- | -------- |
|                                                                 | Ország                                                          | Arany                                                           | Ezüst                                                           | Bronz                                                           | Összesen |
| 1.                                                              | Szovjetunió (URS)                                               | 1                                                               | 2                                                               | 0                                                               | 3        |
| 2.                                                              | Ausztria (AUT)                                                  | 1                                                               | 0                                                               | 0                                                               | 1        |
| 2.                                                              | Csehszlovákia (TCH)                                             | 1                                                               | 0                                                               | 0                                                               | 1        |
|                                                                 |                                                                 |                                                                 |                                                                 |                                                                 |          |
| 4.                                                              | Kanada (CAN)                                                    | 0                                                               | 1                                                               | 0                                                               | 1        |
|                                                                 |                                                                 |                                                                 |                                                                 |                                                                 |          |
| 5.                                                              | Egyesült Államok (USA)                                          | 0                                                               | 0                                                               | 1                                                               | 1        |
| 5.                                                              | Franciaország (FRA)                                             | 0                                                               | 0                                                               | 1                                                               | 1        |
| 5.                                                              | NDK (GDR)                                                       | 0                                                               | 0                                                               | 1                                                               | 1        |
|                                                                 |                                                                 |                                                                 |                                                                 |                                                                 |          |
| Összesen                                                        | Összesen                                                        | 3                                                               | 3                                                               | 3                                                               | 9        |

## Érmesek
| Az 1972. évi téli olimpiai játékok érmesei műkorcsolyában |                                                      |                                                           |                                          |
| Versenyszám                                               | Arany                                                | Ezüst                                                     | Bronz                                    |
| Férfi                                                     | Ondrej Nepela · Csehszlovákia (TCH)                  | Szergej Csetveruhin · Szovjetunió (URS)                   | Patrick Péra · Franciaország (FRA)       |
| Női                                                       | Beatrix Schuba · Ausztria (AUT)                      | Karen Magnussen · Kanada (CAN)                            | Janet Lynn · Egyesült Államok (USA)      |
| Páros                                                     | Szovjetunió (URS) · Irina Rodnyina · Alekszej Ulanov | Szovjetunió (URS) · Ljudmila Szmirnova · Andrej Szurajkin | NDK (GDR) · Manuela Groß · Uwe Kagelmann |